# 单果眼子菜
单果眼子菜（学名：Potamogeton acutifolius），为眼子菜科眼子菜属下的一个植物种。